# 孙维炎
孙维炎（1937年—），中国著名经济学家、教育家，前中国对外经济贸易大学校长。浙江省慈溪县（宁波）人。

## 简介
中学就读于浙江省余姚中学。1962年，毕业于前北京对外贸易学院（今中国对外经济贸易大学）。毕业后留校担任教师。1964年，赴英国伦敦留学，就读于英国伦敦大学，后获英国语言文学硕士学位。加拿大圣玛丽大学授予孙维炎名誉博士学位。
1984年-1999年，担任中国对外经济贸易大学校长，兼任校党委书记。现担任中国对外经济贸易大学学校董事会的副主席。孙维炎并担任有联合国跨国公司委员会专家顾问，中国国际贸易促进会委员，中国跨国公司研究会副会长，中国对外经济贸易仲裁委员会委员，中国国际贸易学会顾问，中国环境与发展国际合作委员会环境与贸易工作组专家，中华人民共和国对外贸易经济合作部学术委员会副主任、教师评审委员会副主任、教师评审委员会英语学科评议组组长，IET教育基金理事会常务理事，中国老教授协会常务理事，北京市高校咨询委员会委员，北京市政协委员，北京市应用语言学研究会顾问，沈阳市人民政府顾问和北京市人民政府顾问等职务。孙维炎是中国共产党第十二届和十三届全国代表大会的代表。

## 主要著述
- 《中国企业跨国经营百科全书》
- 《国际商贸手册》
- 《International Marketing》（《国际市场》）
- 《International Economics》（《国际经济》）
- 《研究理论、探索实践，促进中国企业的国际化》
- 《企业国际化经营是我国大型企业发展的方向》